# Nieva de Cameros
Nieva de Cameros – gmina w Hiszpanii, w prowincji La Rioja, w La Rioja, o powierzchni 42,05 km². W 2011 roku gmina liczyła 99 mieszkańców.